# Edfu
Edfu (što se danas piše i kao Idfu, a u davnini se pisalo kao Behdet) je egipatski grad na obali rijeke Nil između Esnae i Asuana s populacijom od oko 60.000 ljudi. U gradu se nalazi ptolomejski hram boga Horusa i antičko naselje Tell Edfu. Oko 5 km sjeverno od Edfua nalaze se i ostaci drevnih piramida.

## Hram
Grad je znan po glavnom ptolomejskom hramu, sagrađenom između 237. i 57. pr. Kr. Ovo je najočuvaniji hram u Egiptu. Izgrađen je u vrijeme Kleopatre VII. Filopator, zadnje vladarice Egipta, koja je sebe na hramu dala prikazati kao Izidu, a svog sina Cezariona kao Horusa. Svake se godine kip Hator nosio iz Dendere u Edfu tijekom "Proslave lijepog susreta". 

## Vanjske poveznice
- Tell Edfu Projekt (telledfu.org)  Arhivirana inačica izvorne stranice od 19. lipnja 2010. (Wayback Machine)
- The Edfu Project (Rrz.uni-hamburg.de)
- Fotogalerija Edfu Temple hrama
- Hram u Edfuu (Penso.Altervista.org)